# عملية حفظ السلام في مرتفعات قرة باغ

خريطة اتفاق وقف إطلاق النار
مناطق استعادتها أذربيجان خلال الحرب
مناطق أعيدت إلى أذربيجان حسب اتفاقية وقف إطلاق النار.
مناطق في مرتفعات قرة باغ تحت مراقبة قوات حفظ السلام الروسية.
مقاطعة لاتشين ودير داديفانك حيث تعمل قوات حفظ السلام الروسية.

تشير مهمة حفظ السلام في مرتفعات قرة باغ إلى عمليات لحفظ السلام جارية في منطقة مرتفعات قرة باغ في أعقاب حرب مرتفعات قرة باغ 2020. وهدف العملية هو مراقبة وقف إطلاق النار بين القوات الأرمنية والأذربيجانية، بإشراف روسيا وتركيا.
وبعد الحرب ووفقًا لاتفاقية وقف إطلاق النار الموقعة في 10 نوفمبر 2020 أرسلت روسيا إلى المنطقة وحدة حفظ سلام قوامها 1960 جنديًا، يقودها لواء البندقية الآلي ال15 المنفصل التابع للقوات البرية الروسية، بقيادة الفريق رستم مرادوف. أقامت قوات حفظ السلام المتمركزة بالقرب من ستيباناكيرت نقاط مراقبة على طول خط التماس في قرة باغ وعلى طول ممر لاتشين. وبدأت في مساعدة اللجنة الدولية للصليب الأحمر في العثور على جثث القتلى من الجانبين وتبادلها في نوفمبر، ثم قامت لاحقا بعمليات إزالة الألغام في المنطقة.
في 11 نوفمبر تم توقيع مذكرة تفاهم بين روسيا وتركيا لإنشاء مركز مراقبة روسي تركي مشترك (RTJMC) بالقرب من مرزيلي في مقاطعة آقدام الأذربيجانية. وفي ديسمبر أرسلت تركيا 136 خبير ألغام إلى أذربيجان للمساعدة في إزالة الألغام في المنطقة، وكذلك تدريب العاملين في مجال إزالة الألغام في أذربيجان، كما أرسلت 35 من ضباطها. تم افتتاح RTJMC في 30 يناير 2021 مع ما مجموعه 60 عسكريًا من الجانبين يراقبون وقف إطلاق النار باستخدام طائرات بدون طيار. يرأس طاقم العمل التركي في RTJMC اللواء عبد الله كاتيرجي، ويرأس الطاقم الروسي اللواء فيكتور فيدورينكو بينما يحرس الجنود الأذربيجانيون المركز نفسه.
ووقع أول خرق كبير لوقف إطلاق النار أكدته قوات حفظ السلام الروسية في المنطقة في 11 ديسمبر بالقرب من هادروت. أصبحت قرى ختسابيرد (چایلاق قلعه) وهين تاغر (كوني تاغلار) ودير كاتاروفانك من معاقل آرتساخ في مقاطعة هادروت خلال الحرب. اندلعت الاشتباكات حول الجيب الأرمني على الرغم من اتفاق وقف إطلاق النار، وأفادت التقارير أن القوات الأذربيجانية استولت على هين تاغر في 12 ديسمبر، مع استمرار بعض الاشتباكات في المنطقة. وأكدت سلطات أرتساخ بعدها عن إصابة ستة من جنودها بجروح. ,اتهم الجانبان بعضهما البعض بإعادة إشعال الصراع. طلبت قوات حفظ السلام الروسية من الطرفين احترام وقف إطلاق النار. ثم سيطرت وحدة حفظ السلام الروسية في 13 ديسمبر على هين تاغر. إلا أن في اليوم التالي أصدرت وزارة الدفاع الروسية خريطة تظهر كلتا القريتين خارج حدود بعثة حفظ السلام، ولكن خضع كلتيهما لسيطرة أذربيجان.

## البداية
في 27 سبتمبر 2020 اندلعت الاشتباكات في منطقة مرتفعات قرة باغ المتنازع عليها، والتي تسيطر عليها فعليا جمهورية أرتساخ غير المعترف بها دوليا، لأنها بحكم القانون الدولي جزء من أذربيجان. فتقدمت القوات الأذربيجانية لأول مرة في مقاطعتي فضولي وجبرائيل، وأخذت مراكزها الإدارية الخاصة. ومن هناك تقدمت باتجاه هادروت. وبعد سقوطها يوم 15 أكتوبر بدأت القوات الأذربيجانية في التقدم بقوة، فتراجع الأرمن، ثم سيطر الأذربيجانيون على زنجيلان وقوبادلي. وشنوا هجومًا على لاتشين، توغلوا أيضًا في مقاطعة شوشا عبر غاباتها وممراتها الجبلية.
بعد الاستيلاء على شوشا ثاني أكبر مدينة في ناغورنو كاراباخ، تم توقيع اتفاق وقف إطلاق النار بين رئيس أذربيجان إلهام علييف ورئيس وزراء أرمينيا نيكول باشينيان والرئيس الروسي فلاديمير بوتين لوقف جميع الأعمال العدائية في المنطقة من الساعة 00:00 يوم 10 نوفمبر 2020 بتوقيت موسكو. كما وافق رئيس أرتساخ أرايك هاروتيونيان على تلك المعاهدة. وبموجب الاتفاقية ستعيد أرمينيا الأراضي المحيطة التي احتلتها سنة 1994 إلى أذربيجان. ستحصل أذربيجان أيضًا على منفذ بري إلى أراضيها ناخيتشيفان المتاخم لتركيا وإيران. وسيتم نشر حوالي 2000 جندي روسي لتكون قوات حفظ سلام على طول ممر لاتشين بين أرمينيا وناغورنو كاراباخ لفترة لا تقل عن خمس سنوات.

## قوة حفظ السلام الروسية

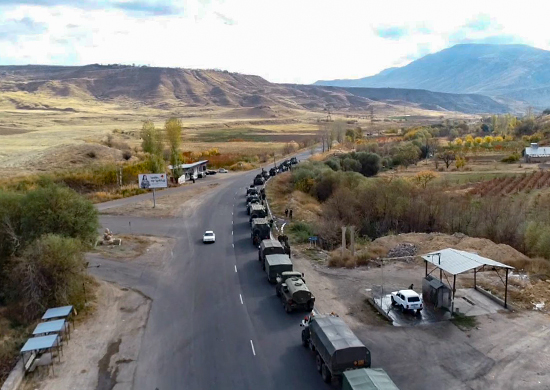
كتيبة حفظ السلام الروسية في ممر لاتشين.

أرسلت قوات حفظ السلام الروسية مزودة بلواء من القوات البرية الروسية مكون من 1960 جنديًا بقيادة الفريق رستم مرادوف إلى المنطقة، وهي جزء من اتفاقية وقف إطلاق النار لمراقبة التزام أرمينيا وأذربيجان بشروطها. وأقامت تلك القوات المتمركزة قريبا من ستيباناكيرت نقاط مراقبة على طول خط التماس في قرة باغ وعلى طول ممر لاتشين. وتكونت تلك القوات بناقلات جند مدرعة ودبابات وقاذفات صواريخ متعددة. وفي 17 نوفمبر بدأت قوات حفظ السلام الروسية بمساعدة اللجنة الدولية للصليب الأحمر في العثور على جثث الجنود القتلى من كلا الجانبين وتبادلهم، وفي 23 نوفمبر بدأت عمليات إزالة الألغام في المنطقة.
وفي 22 نوفمبر عاد 25 ألف من الأرمن النازحين إلى المنطقة. وفي 10 ديسمبر صرح رئيس بلدية ستيباناكيرت أن حوالي 18 ألف نازح أرمني عادوا إلى المدينة. وفي 11 ديسمبر اصطدمت سيارة مملوكة لمدني أرمني بشاحنة تابعة لقوات حفظ السلام الروسية على طريق ستيباناكيرت - أسكيران السريع.وفي أبريل 2024 أكد الكرملين انسحاب قوات حفظ السلام الروسية من إقليم ناغورنو قره باغ.

## مركز مراقبة روسي تركي مشترك
في 11 نوفمبر وقع وزيرا الدفاع الروسي والتركي مذكرة تفاهم لإنشاء مركز مراقبة مشترك (RTJMC) في أذربيجان، على الرغم من أن المسؤولين الروس صرحوا بأن مشاركة تركيا في عمليات حفظ السلام لن تؤثر على قرة باغ. وفي 16 نوفمبر قدمت الحكومة التركية اقتراحًا إلى الجمعية الوطنية بشأن نشر قوات حفظ السلام في أذربيجان. فوافق البرلمان التركي على الاقتراح في اليوم التالي، ومنحت القوات المسلحة التركية تفويضًا لمدة عام واحد لإرسال قوات إلى أذربيجان. في 1 ديسمبر وصل خبراء الألغام الأتراك إلى أذربيجان وبدأوا في إزالة الألغام من الأراضي التي تسيطر عليها أذربيجان في المنطقة جنبًا إلى جنب مع خبراء الألغام الأذربيجانيين، وفي اليوم التالي ذكر وزير الدفاع التركي خلوصي آكار أن الحكومة التركية اتفقت مع روسيا، وأن مركز المراقبة المشترك هو قيد الإنشاء. وبحسب وزير خارجية روسيا سيرغي لافروف فإن المركز سيعمل عن بُعد مستخدمًا طائرات بدون طيار ووسائل تقنية أخرى لرصد الانتهاكات المحتملة. في 16 ديسمبر تم إرسال 136 فرداً من الفريق الخاص لإزالة الألغام التابع للقوات البرية التركية إلى أذربيجان للمساعدة في إزالة الألغام في المنطقة، عدا عن تدريب العاملين في مجال إزالة الألغام في أذربيجان. وفي 29 ديسمبر أرسلت تركيا 35 من ضباطها إلى أذربيجان.
وصل الضباط الأتراك إلى أذربيجان في 30 يناير 2021، وافتُتح مركز RTJMC بالقرب من مارزيلي في مقاطعة آقدام في نفس اليوم. ومثل وزير الدفاع الأذربيجاني ذاكر حسنوف ونائب وزير الدفاع الوطني التركي يونس إمري كاراوسمانوغلو ونائب وزير الدفاع الروسي ألكسندر فومين بلدانهم في الافتتاح. قاموا أولاً بقص الشريط الأحمر أمام RTJMC، تلاه الأناشيد الوطنية لأذربيجان وتركيا وروسيا على التوالي. انتهى حفل الافتتاح بحدث غرس الأشجار من قبل المسؤولين الأذربيجانيين والأتراك والروس.
تبلغ المساحة الإجمالية لمركز المراقبة حوالي 4 هكتارات. يوجد 65 غرفة معيارية للخدمة والإدارية والمعيشة في المنطقة. بالإضافة إلى ذلك، هناك مراكز مراقبة منفصلة وعامة وغرفة إحاطة ومقصف لمئة شخص ومركز طبي، ومغسلة ومصفف شعر وخياط ومتجر لاستخدام الطرفين. توجد في المنطقة محطة مياه، ومحول ومولد كهرباء وموقف للسيارات ومعسكرين رياضيين في الهواء الطلق وصالة رياضية داخلية، ومخزن للطعام ومخزن تبريد. تم تسييج المنطقة بأكملها على طول المحيط، وتم تركيب أربعة أبراج للمراقبة وتم تنظيم الأمن على مدار الساعة. بعد حفل الافتتاح مباشرة بدأ الجنود الروس والأتراك العمل على أساس التكافؤ. ويحرس المركز جنود أذربيجانيون. ويعمل مامجموعه 60 جنديًا من تركيا وروسيا في المركز الذي يراقب وقف إطلاق النار في قرة باغ باستخدام طائرات بدون طيار. عندما تم افتتاح المركز، أُعلن في البداية أن جنرالًا و 38 جنديًا سيخدمون في الجانب التركي. ويرأس طاقم العمل التركي في المركز اللواء عبد الله كاتيرجي، ويرأس الطاقم الروسي اللواء فيكتور فيدورنكو.

## انتهاكات وقف إطلاق النار
أصبحت قرى تشايلاقلعة (خاتسابرد) وهين تاغر (كوهن تاغلر) وكذلك دير كاتروفنك من معاقل آرتساخ في مقاطعة هادروت خلال الحرب.
أفادت وسائل الإعلام الأذربيجانية في منتصف ديسمبر أن جماعات مسلحة أرمنية هاجمت موظفي شركة أزيرسل (بالأذرية: Azercell )‏ كانوا يقومون بتركيب معدات. وفي 11 ديسمبر أصيب جندي أذربيجاني بهجوم شنته مجموعة من المسلحين الأرمن. وأكدت ذلك السلطات العسكرية الأذربيجانية لاحقا، حيث ذكرت أن ثلاثة جنود أذربيجانيين قتلوا وأصيب اثنان بهجوم مفاجئ من قبل الأرمن في سور بمقاطعة خوجاوند في 26 نوفمبر. ووفقاً للوزارة قُتل جندي أذربيجاني في 8 ديسمبر وأصيب موظف في شركة Azercell بجروح خطيرة أثناء تركيب مرافق اتصال ومعدات إرسال بالقرب من هادروت. وزعمت بعض المصادر الأذربيجانية أن جنود أرمن بقوا في الغابات حول حدروت بعد معركة المدينة، وذكرت أن تلك الجيوب مرتبطة بالاشتباكات. وصرح العقيد الأذربيجاني المتقاعد شير رامالدانوف بأنه قد تكون هناك أعمال استفزازية وحرب عصابات من جانب القوات الأرمنية في المنطقة. إلا أن -وحسب رامالدانوف- السلطات العسكرية الأذربيجانية اتخذت إجراءات أمنية ضدهم. وفي اليوم التالي كرر الرئيس علييف تقارير وسائل الإعلام الأذربيجانية، ووصف الحادث بأنه عمل إرهابي وهدد بسحق العصابات الأرمنية بقبضة من حديد. وبعدها اتهمت السلطات العسكرية الأذربيجانية القوات الأرمنية بخرق وقف إطلاق النار وقالت إن قواتها أعادت وقف إطلاق النار.
بالمقابل نفت سلطات أرتساخ من أن أي قوات لها هاجمت مواقع أذربيجانية، وذكرت أن أذربيجان شنت عمليات عسكرية في المنطقة مما أدى إلى إصابة ستة جنود أرمن، بينما كررت الخارجية الأذربيجانية أن النشاط الاستفزازي ارتكبته فلول القوات الأرمنية. ولاحقا ذكرت سلطات أرتساخ أن القوات الأذربيجانية شنت هجومًا جديدًا في تشايلاغالا وهين تاغير القريتان الوحيدتان في المنطقة اللتان لا تزالان تحت سيطرة القوات الأرمنية. وأشارت إلى أن الجيش الأذربيجاني طوق القريتين بالكامل، ويتحكم في الطريق الوحيد المؤدي إليهما. وحث مكتب رئيس الوزراء الأرمني قوات حفظ السلام الروسية على الرد. وأكدت سلطات أرتساخ دخول القوات الأذربيجانية إلى القرى، وذكرت أن قوات حفظ السلام الروسية وصلت لحل الوضع. صرح الرئيس الأرميني أرمين سركسيان أن هين تاغر قد استعادتها القوات الأذربيجانية في 12 ديسمبر وهي تواصل تقدمها نحو تشايلاقلعة.
وأكدت قوات حفظ السلام الروسية انتهاك وقف إطلاق النار، ودعت الطرفين باحترام الاتفاق. وفي 13 ديسمبر أصبحت هين تاغر تحت سيطرة فرقة حفظ السلام الروسية. وفي اليوم نفسه دعا الرئيس الأرمني أرمين سركيسيان الجمعية الوطنية إلى عقد جلسة استثنائية بشأن هذه القضية. وعقد رئيس الوزراء الأرمني نيكول باشينيان اجتماعًا طارئًا لمجلس الأمن الأرمني. ومع ذلك في اليوم التالي أصدرت وزارة الدفاع الروسية خريطة توضح القريتين خارج حدود بعثة حفظ السلام، وكلاهما خضع لسيطرة أذربيجان.
وفي 15 ديسمبر شاركت المصادر الأذربيجانية لقطات تظهر على ما يبدو أكثر من 100 أسير حرب أرمني من منطقة حدروت. وفي اليوم التالي صرحت سلطات آرتساخ بفقد حوالي 60 جنديًا أرمنيًا. وبعد ساعات أكدت سلطات أرتساخ أن القوات الأذربيجانية أسرت عشرات من الجنود. في غضون ذلك أفادت وسائل الإعلام الأرمنية أن القوات الأذربيجانية سمحت لنحو 30 جنديًا أرمنيًا كانوا محاصرين بمغادرة المنطقة بمساعدة قوات حفظ السلام الروسية. ثم قام سكان شيراك بإغلاق الطريق المؤدي إلى الحدود الأرمنية الجورجية مطالبين بعودة الأسرى الأرمن.
وفي 28 ديسمبر 2020 قتل جندي أذربيجاني وأصيب آخر بجروح خلال هجوم في قرة باخ. وألقت أذربيجان اللائمة في الهجوم على جماعة مسلحة أرمنية. وقد قُتل المهاجمون الستة جميعًا خلال الهجوم.

## الانتقادات

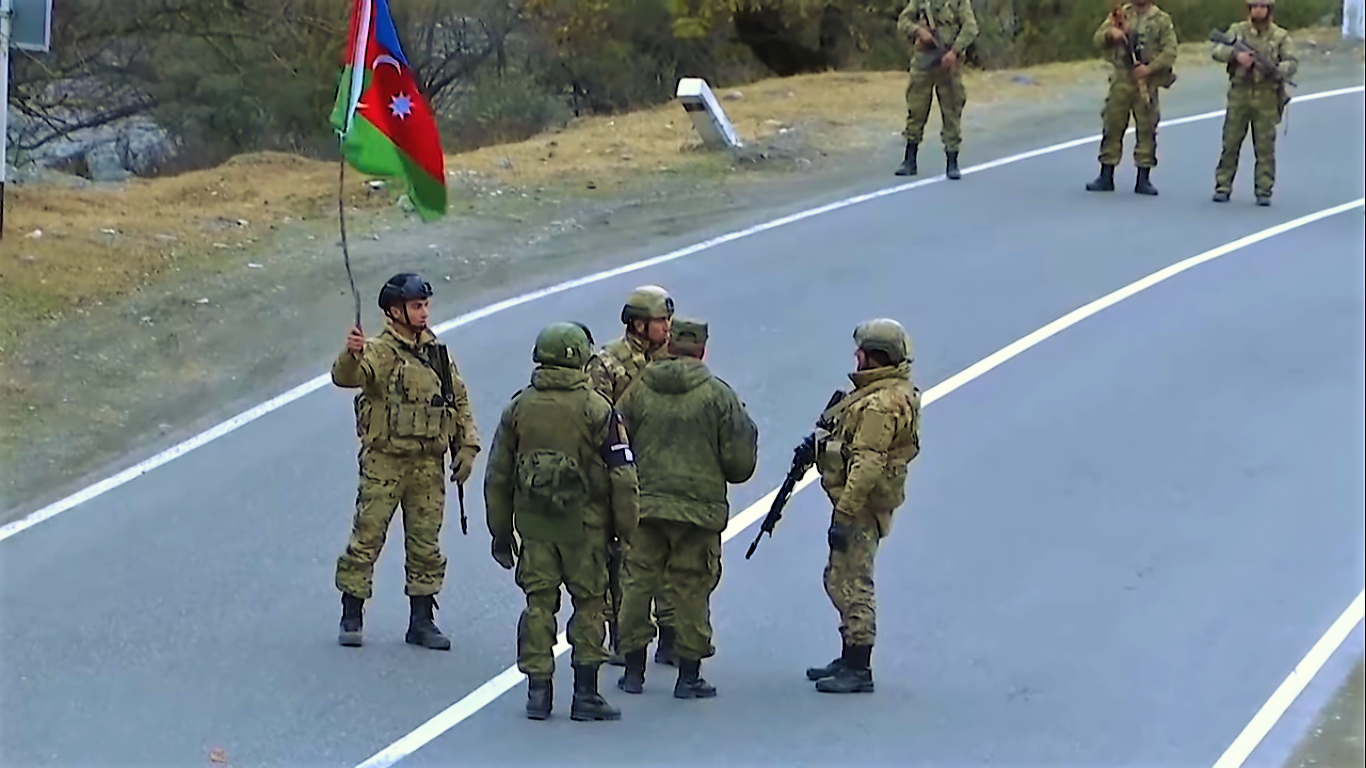
قوات حفظ السلام الروسية والعسكريين الأذربيجانيين بالقرب من داديونك من مقاطعة كلبجر.

وفي أوائل يناير 2021 اتهمت السلطات الأذربيجانية قوات حفظ السلام الروسية بإظهار موقف مؤيد لأرمينيا بدلاً من اتخاذها موقفًا محايدًا وهو المطلوب لتنفيذ اتفاق السلام". وصرح أراز أصلانلي رئيس لجنة الجمارك التابعة لأكاديمية الدولة أن بعض ممارسات قوات حفظ السلام الروسية لم تسهم في الحل الدائم لقضية ناغورنو كاراباخ وأثارت شكوكًا في أذربيجان وتركيا بشأن النوايا الحسنة لروسيا. واتهم ناظم جافارسوي نائب رئيس مركز القوقاز للعلاقات الدولية والدراسات الاستراتيجية جنود حفظ السلام الروس بالتسبب في استمرار الوجود غير الشرعي للقوات العسكرية في المنطقة بدلا من توفير السلام بين الأرمن والأذربيجانيين. أدى لقاء رستم مرادوف مع شخصيات بارزة في آرتساخ ووجود علم آرتساخ في اجتماعات مرادوف إلى ردود فعل سلبية من السلطات الأذربيجانية، في حين تم حذف عبارة جمهورية ناغورنو كاراباخ من الموقع الرسمي للوزارة الدفاع الروسية بعد اعتراض أذربيجان. وفي 7 يناير ندد الرئيس الأذربيجاني إلهام علييف بوزير الخارجية الأرمني آرا أيفازيان لزيارته الأخيرة إلى قرة باغ ووصفها بأنها خطوة استفزازية، مضيفًا أنه إذا استمر ذلك فإن أرمينيا ستندم. كما أكد علييف مجددًا أن أذربيجان لم تسمح بزيارة أي مواطن أجنبي إلى قرة باغ دون إذن منها.
في 2 يناير 2021 أفادت صحيفة يني شفق التركية الموالية للحكومة أن روسيا انتهكت شروط اتفاق وقف إطلاق النار، فأرسلت أكثر من خمسة آلاف شخص إلى المنطقة تحت مسمى جنود وموظفين وخبراء تقنيين وأطباء وممرضات وعمال بناء.